# Vier Stücke
Vier Stücke, opus 5, són quatre peces per a clarinet i piano del compositor austríac Alban Berg, que van ser compostes el 1913, el mateix any de composició dels Altenberg Lieder, opus 4. No obstant això la seva estrena es va demorar fins al 17 d'octubre de 1919, una vegada transcorreguda la Primera Guerra Mundial.

## Introducció
“La meva música ha de ser breu, succinta! […] En dues notes: no construcció, sinó expressió! [La música] ha de ser l'expressió d'una sensació, tan real com la sensació que ens porta al contacte amb el nostre subconscient, i no a l'intercanvi de la sensibilitat i la lògica conscient”
Inspirades en les Sechs kleine Klavierstücke, opus 19 d'Arnold Schoenberg, Berg compon aquestes peces breus en 1913. El 31 de març d'aquest mateix any s'estrenen els Orchesterlieder nach Ansichtskartentexten von Peter Altenberg, opus 4, causant un gran escàndol que va acabar en diversos tumults i plets judicials. És aquest un dels presumptes motius pels quals les quatre peces van haver d'esperar fins al 17 d'octubre de 1919 per ser estrenades, durant un concert de la Verein für Musikalische Privataufführungen (Societat per a Actuacions Musicals Privades) pel clarinetista de la Wiener Volksoper Franz Prem i el pianista Eduard Steuermann.
Les peces van ser interpretades posteriorment durant els anys 1920 i 1921, incloent entre d'altres el concert organitzat a París en homenatge al compositor Maurice Ravel del 23 d'octubre de 1920. Es van publicar durant aquest mateix mes d'octubre de 1920 per l'editorial Waldheim-Eberle, juntament amb el seu Quartet de corda, opus 3, després d'una comanda de dues-centes còpies que Alban Berg va encarregar a l'editorial al juny d'aquest mateix any i va aconseguir pagar “venent algunes antiguitats de la seva casa.” Finalment van ser adquirides en 1924 per Universal Edition com a resultat directe de l'èxit aconseguit pel seu Quartet de corda, opus 3, en el Festival de Música de Cambra de Salzburg de la Societat Internacional per a la Música Contemporània, a la fi de 1923. Així mateix, l'èxit de l'estrena de la seva opera Wozzeck en 1925 va contribuir a incrementar la visibilitat i la positiva recepció de les peces.
Segons Theodor W. Adorn, és l'obra amb més notòria influència del compositor Arnold Schoenberg, a qui Berg va dedicar un dels seus facsímils com a regal d'aniversari. “Estrictament ‘atonals', brillen per la seva absència els complexos tonals que es troben en la resta de les obres de Berg; només algun acord de sisena aïllat, un acord desmesurat o alguna escala de tons sencers, recorden el passat, però res més".

## Estructura
“Freturosos de cap tema, aquestes peces és una música feta de res. Cadascuna d'elles no dura més que un instant, com el opus 19 de Schoenberg, i el opus 11 de Webern”
El mateix Adorn desenvolupa una anàlisi formal de les quatre peces, que defineix com “completament lliures, i executant la idea de prosa de l'últim Lied de Mombert.”
Consta de quatre moviments, diu Adorn, com en la forma sonata, encara que de manera rudimentària i disminuït. La primera peça, que representa un allegro, comença amb una breu i lleugera melodia de clarinet que dura dos compassos. Però ja el seu conseqüent (d) és una resta, el motiu inicial (a), variat per mitjà d'un augment d'intervals; el seu ritme, amb la corxera perllongada, és al mateix temps la resta rítmica del motiu (c). La mà dreta del piano contesta a la melodia del clarinet amb un tercer motiu. La seva entrada, en semicorxeres, és nova i, per tant, el clarinet la imita immediatament i la usa com a resta […] Per mitjà de tan riques i múltiples relacions el començament es troba tan articulat que provoca la sensació de ser al mateix temps una elaboració.
La segona peça, que correspon a un adagio, procedeix de la idea de les terceres majors en ostinato de l'opus 19 de Schoenberg. Aquests acords del segon compàs són exemplars per entendre l'harmonia de Berg, a causa de la particularitat del seu espressivo.
És un espressivo, diu Adorno, "no del record, sinó de l'espera, no de l'abstracció, sinó de l'amenaça: en resum, l'estil dramàtic de Berg es troba ja disposat microscòpicament en les cèl·lules de la seva harmonia".
La tercera peça del cicle és un scherzo en miniatura, clarament estructurat. Un antecedent molt plàstic que conclou amb dos acords i un conseqüent xiuxiuejant que inmaterializa l'antecedent i ho torna estàtic per mitjà d'acords sostinguts. La part central, un genuí trio, constitueix l'únic contrast fort dins de les peces, però, en contrapartida, és dens i sense contrastos durant quatre compassos, tancat en si mateix i fora de tot temps; el seu sentit formal anticipa el dels girs en retrogradación que vindran més tard. La reexposición del scherzo s'abreuja al màxim i els motius només s'insinuen […] Finalment tot s'apaga com una llum.
L'última peça podria ser la base de l'adagio apassionato de la Suite Lírica del propi Berg. Es tracta de l'ocupació del principi de desenvolupament integral en el tipus del rondó. El ‘tema’ es construeix per mitjà d'un acord sostingut durant quatre compassos, amb el mateix ritme sincopat, i un contracant cromàtic del clarinet: una vegada més no existeix cap tema. […] Reprèn després els acors de l'inici a manera de reexposición del rondó […] finalment, en el compàs disset es conclou amb un efecte de percussió que esclata de manera semblant al final de l'últim Lied de Mombert. La coda, un acord harmònic del piano, interpretable com reexposició i com a dissolució final de l'acord temàtic; per sobre d'això, un recitatii del clarinet i la lliure inversió de l'inici, encara no elaborat, del primer passatge de clarinet al compàs cinqué. L'energia harmònica i fora del temps d'aquesta peça ha trencat els dics i la forma: una veu inspirada els recorda amb tristesa.